# Pròsquion
Pròsquion (en llatí Proschium, en grec antic Πρόσνιον) era una ciutat d'Etòlia situada entre els rius Aqueloos i Evenos.
La van fundar els eolis quan van marxar de la ciutat homèrica de Pilene, que era a la part més elevada del país. Pròsquion reivindicava la seva antiguitat, i explicava que tenia un santuari que Hèracles va dedicar al seu coper Ciatos a qui havia mort sense voler. Segons Tucídides la ciutat es trobava a l'oest de Calidó i Pleuró i a no gaire distància del riu Aquelou.